# Cernusco Lombardone
Cernusco Lombardone (lombardul: Cernösch vagy Cernüsch) település Olaszországban, Lombardia régióban, Lecco megyében. Lakosainak száma 3776 fő (2023. január 1.). Cernusco Lombardone Merate, Montevecchia, Osnago és Olgiate Molgora községekkel határos.

## Népesség
A település lakossága az elmúlt években az alábbi módon változott:
| Lakosok száma | 3891 | 3857 | 3776 |
|               | 2017 | 2018 | 2023 |